# ألبرتو كلوساس
ألبرتو كلوساس (بالإسبانية: Alberto Closas) ممثل سينمائي أسباني، شارك في العديد من الأفلام السينمائية الأرجنتينية خلال عقد الخمسينات من القرن العشرين

## المولد والنشأة
ولد كلوساس في برشلونه، وهاجرت عائلته إلى الأرجنتين في عام 1936 خلال الحرب الأهلية الإسبانية ، ودرس الفن الدرامي في العاصمة التشيلية سانتياغو. وعاد إلى إسبانيا عام 1955 ولعب على الفور دور البطولة تحت قيادة خوان أنطونيو بارديم في أحد أهم أعمال السينما الإسبانية: موت راكب دراجة. منذ تلك اللحظة ، يجمع بين السينما والمسرح ، ويميز في مناسبات متعددة نوعًا من الشخصية يتسم بامتيازه وصقله. بالإضافة إلى ذلك ، قام بغزوات في عالم الأعمال ، ببناء مسرح Marquina في مدريد.

## الحياة الشخصية
تزوج ثلاث مرات ، الأولى من الممثلة الأرجنتينية المعروفة من أصل بيلاروسي ، أميليا بينس (ولدت ماريا باتفينيك) ، وكانت زوجته الثانية الأرجنتينية ليا إيلينا سينتينو باديلا ، وتزوج أخيرًا من أليكانتي ماريسا مارتينيز هيرنانديز. وكان معهم خمسة أطفال: أليخاندرا وألبرتو وخايمي وماريسا وكاتالينا. واصل ابنه ألبرتو كلوساس جونيور خطواته الفنية.